# 高田由香
高田 由香（たかだ ゆか、1985年3月29日 - ）は、日本の女性シンガーソングライター、ラジオパーソナリティ。元女性ボーカルダンスユニット『rhythmic』のボーカリスト。秋田県出身。血液型はA型。

## 人物・概要
秋田県出身。秋田市立秋田商業高等学校卒業。テレビ東京『ウェルカムTV』ダンス＆ボーカル・プロジェクトにてボーカル部門グランプリを受賞し、ユニット『rhythmic』を結成。2010年6月16日、R and Cよりメジャーデビュー。デビューシングルのC/W『ONE WAY』の作詞も担当している。2012年5月にrhythmic解散後はソロ活動として地元秋田や東京、福岡などを中心にシンガーソングライター、パーソナリティ、声優、タレント、モデルとして活動。
特技はバトントワリング、スノーボード。

## ディスコグラフィ

### シングルCD
|   | タイトル   | リリース日     | レーベル                   | 規格品番  | 備考                               |
| - | ---------- | -------------- | -------------------------- | --------- | ---------------------------------- |
| 1 | ここにいる | 2013年12月15日 | ハーデスエンターテイメント | HDSE-0001 | 枚数限定 Web・Live会場でのみの販売 |

### ミニアルバム
|   | タイトル | リリース日    | レーベル                   | 規格品番  | 備考 |
| - | -------- | ------------- | -------------------------- | --------- | ---- |
| 1 | 記憶     | 2015年7月28日 | ハーデスエンターテイメント | HDSE-0002 |      |

### タイアップ
| 楽曲         | タイアップ                                                                                                   | 収録作品                   |
| ------------ | --- | -------------------------- |
| Ring         | CM:秋田魁新報社ブライダル情報誌「Bouquet」                                                                   | 1stシングル 「ここにいる」 |
| さよなら     | CM:トヨタカローラ秋田「TOYOTA86」 映画:「全開の唄」挿入歌                                                    | 1stシングル 「ここにいる」 |
| ここにいる   | CM:秋田銀行「あきぎんLIFEサポート」                                                                          | 1stシングル 「ここにいる」 |
| Color        | 秋田放送ラジオ 「桂三若の大好き秋田の海」エンディング曲(2014年度)                                            | 1stミニアルバム 「記憶」   |
| Snow Magic   | 秋田放送ラジオ「好き！スキ！SKIなう」オープニング曲(2014年度から冬季。）あさ採りワイド秋田便（ゲレンデ情報） | 1stミニアルバム 「記憶」   |
| forest       | CM:アクネス不動産「ロッキータウン御所野」 秋田放送テレビ「G-color」オープニング曲                            | 1stミニアルバム 「記憶」   |
| カリスマ     | 秋田放送ラジオ「久杉かなの大好き秋田の海ときどき桂三若」オープニング曲(2015年度)                             | 1stミニアルバム 「記憶」   |
| 川反ブルース | 秋田放送ラジオ「雪絵の土田ranch牧場ラジオ」オープニング曲                                                    | 未収録                     |
| FLY          | 秋田放送ラジオ「高田由香の大好き秋田の海」オープニング曲                                                     | 未収録                     |

## 主要ライブ
- 『Flower Garden♪～3マンライブ～』（2013年3月24日、The1633Tokyo）
- 『Thank you for...』（2014年4月29日、Shibuya Milkyway）
  - 高田由香リリース初記念イベント
- 上野まな×高田由香 2マンLIVE『Flower ★ forest』（2015年6月26日、Miiya Cafe）
  - 初2マンライブ
- 『第一回高田サミット』（2015年9月14日、LOOP annex）
  - 初ワンマンライブ
- 『第二回高田サミット』（2015年12月6日、THE CAT WALK）
  - 初凱旋ワンマンライブ
- 『第三回高田サミット～昼下がりのAcoustic～』（2016年11月23日、横浜LOOP）
- 『第四回高田サミット～大仏さまの近くで～』（2017年2月19日、鎌倉LOOP）
- 高田由香×上野まな Presents 3マンライブ『願いと夢と音楽と』[3]（2019年3月21日、銀座 Miiya Cafe）
- 高田由香×上野まな Presents 3マンライブ『願いと夢と音楽と Vol.2』[4]（2019年7月28日、銀座 Miiya Cafe）

## 出演
太字番組は、出演中。

### TV
- 『G-color』(2015年4月11日 - 2017年1月26日、秋田放送) 第2・4土曜日放送。
- 『母ちゃんに逢いたい!』[5](2017年8月13日、テレビ東京)
- 『快けつ!のどかちゃん』(2018年8月20日 - 、秋田放送) 第1・3土曜日放送。

### ラジオ
- 『まちなかSESSION エキマイク』（2019年4月 - 、秋田放送。水曜パーソナリティ）
- 『高田由香の一意専心』(2016年4月 -  2019年9月29日 、KBCラジオ・小柳有紀の朝はのんびり内)。
- 『高田由香 Here!』（2019年9月 - 2020年8月29日、CROSS FM）
- 2011年1月29日『76Records』にゲスト出演しデモ音源をチェック、2011年2月26日から76Recordsレギュラーコーナーを担当(2011年1月29日・2月26日-2012年4月Inter FM)。
- 『GRUN-RHYTHM 19「高田由香 rhythmicタイム」』(2011年4月2日- 2011年9月 エフエム秋田)。
- 『高田由香の好き！スキ！SKIなう！』(2012年12月1日-2013年3月・2013年12月21日- 2014年3月・2014年12月20日- 2015年3月・2015年12月19日- 2016年3月・2015年12月- 2017年3月 秋田放送)。
- 『桂三若の大好きあきたの海』(2013年8月17日- 2013年9月28日 秋田放送)。
- 『Weekly HAPPINETS』(2013年10月3日 - 2014年4月 エフエム秋田)。
- 『タマリバ』(2014年4月- 6月 秋田放送)。
- 『ハウステンボスpresents王国の達人』(2015年8月 - 10月エフエム福岡) JFN系九州7局ネット。
- 『高田由香の大好き秋田の海』(2016年7月- 9月 秋田放送)。
- 『CLAP RADIO』[6](2014年4月 - 2019年3月、秋田放送)。
- 高田由香の好き！スキ！SKIなう！ - 秋田放送　2019年シーズン

### ネット配信
- 『高田由香のこまちTime』(2015年3月12日-、SHOWROOM)。

### CM
- 『Bouquet』(2012年 秋田魁新報社ブライダル情報誌)。
- 『TOYOTA 86』(2013年 トヨタカローラ秋田、秋田トヨペット)。
- 『ロッキータウン御所野アットフォレスト -at forest-』(2015年 アクネス不動産)
- 『富士山麓のバナジウム天然水』(2016年 タプロス株式会社) 天然水キャラクターたっぷの声

### Web
- 免許とるネット (2013年 コラム掲載)
- 免許とるネット[リンク切れ]
- 秋田魁新報社ブライダル情報誌 Bouquet
- トヨタカローラ秋田 TOYOTA 86
- 秋田銀行 LIFEサポート CM
- アクネス不動産 ロッキータウン御所野 アットフォレスト-at forest-
- タプロス株式会社 富士山麓のバナジウム天然水 不思議な呪文篇
- タプロス株式会社 富士山麓のバナジウム天然水 富士山から運びます篇

## 参考資料・脚注
1. ↑  “高田由香 - アーティスト”.   ハーデスエンターテイメント. 2014年1月9日閲覧。
2. ↑  “プロフィール”.   株式会社カレント. 2014年1月9日閲覧。
3. ↑  Miiya Cafe公式サイト3月スケジュール2019年4月1日閲覧。
4. ↑  Miiya Cafe公式サイト7月スケジュール2019年8月9日閲覧。
5. ↑  高田由香オフィシャルブログ「テレビ東京『母ちゃんに逢いたい』に出演します。」2017年11月30日閲覧。
6. ↑  CLAP_RADIO公式 - 秋田放送